# Senahid Halilović
Senahid Halilović (n. 22 martie 1958, Tuholj⁠(d), Federația Bosniei și Herțegovinei, Bosnia și Herțegovina – d. 24 aprilie 2023, Sarajevo, Bosnia și Herțegovina) a fost un lingvist și profesor universitar bosniac, membru al Academiei de Științe și Arte din Bosnia și Herțegovina.

## Biografie
Senahid Halilović s-a născut în anul 1958 în satul Tuholj⁠(d) din comuna Kladanj⁠(d) (Bosnia și Herțegovina). A urmat studii preuniversitare la Gimnaziul din Kladanj și la Academia Pedagogică din Tuzla, după care a studiat la Facultatea de Filologie a Universității din Belgrad, obținând licența în 1980. A predat o scurtă perioadă la Gimnaziul din Kladanj (1980-1981), apoi a fost angajat la Institutul de Lingvistică din Sarajevo, unde a lucrat pe posturile de asistent (1982-1985), asistent de cercetare (1985-1990) și cercetător științific asociat (1990–1994). Și-a continuat pregătirea în această perioadă, absolvind cursurile de masterat (1985) și de doctorat în filologie (1990) la Facultatea de Filologie din Belgrad, precum și un curs de specializare la Universitatea Humboldt din Berlin (1989).
S-a specializat în dialectologie și în lingvistica contemporană bosniacă, croată și sârbă. În 1994 a devenit cadru didactic la Facultatea de Filozofie a Universității din Sarajevo, urcând pe rând ierarhia universitară: lector (1994–1996), profesor asociat (1996–2002) și profesor titular (din 2003). A publicat peste o sută de lucrări științifice și academice în domeniul dialectologiei. A participat la numeroase conferințe științifice în Bosnia și Herțegovina și în străinătate și a fost lector invitat la mai multe instituții de slavistică din Europa. Este redactor-șef al revistei Bosanskohercegovačkog dijalektološkog zbornika a Institutului de Lingvistică din Sarajevo (din 2002) și președinte al Comisiei pentru Atlasul Lingvistic Panslav și European (ANUBiH) din Sarajevo (din 2005).

## Ortografia limbii bosniace
Senahid Halilović este cunoscut mai ales pentru contribuția sa la standardizarea limbii bosniace. Cele mai cunoscute lucrări ale sale sunt Ortografia limbii bosniace (Pravopis bosanskog jezika), Limba bosniacă (Bosanski jezik) și Gramatica limbii bosniace (Gramatika bosanskoga jezika). Caracteristicile acestei ortografii sunt echidistanța față de ortografiile sârbă și croată, precum și prezența construcțiilor morfologice și a expresiilor care sunt caracteristice mai ales limbii bosniace (formalizarea fonemului «h» (х) în unele cuvinte ale limbii bosniace, ca de exemplu mehko, lahko, kahva, mahrama). În noua ediție din 2018 a lucrării Ortografia limbii bosniace, Halilović acceptă expresii fără fonemul „h” datorită prevalenței lor în practica lingvistică. A fost criticat din acest motiv de către prescriptiviștii bosniaci și apărat de alți lingviști.

## Comitetul Slaviștilor
Halilović este membru fondator (din 2008) și actual președinte al Comitetului Slaviștilor din Bosnia și Herțegovina. În septembrie 2008 Comitetul Slaviștilor a fost admis oficial în Comitetul Internațional al Slaviștilor (MSK), o federație mondială a asociațiilor profesionale ale slaviștilor. Halilović este semnatar al Declarației privind limba comună a croaților, sârbilor, bosniacilor și muntenegrenilor.

## Lucrări publicate
- Bosanski jezik, Baština, Sarajevo, 1991.
- Pravopis bosanskoga jezika, Preporod, Sarajevo, 1996.
- Bosanskohercegovački dijalektološki zbornik : Govorni tipovi u međuriječju Neretve i Rijeke dubrovačke - knjiga VII, Institut za jezik, Sarajevo, 1996.
- Gnijezdo lijepih riječi: Pravilno - nepravilno u bosanskom jeziku, Baština, Libris, Sarajevo, 1996.
- Gramatika bosanskoga jezika, Dom štampe, Zenica, 2000.[7]
- Govor grada Sarajeva i razgovorni bosanski jezik, Slavistički komitet, Sarajevo, 2009.